# Ebadta kutyakölykök (film)
Az Ebadta kutyakölykök (eredeti cím: The Ugly Dachshund) 1966-os amerikai filmvígjáték. Rendezője Norman Tokar, forgatókönyvírója Albert Aley. A főszerepet Dean Jones és Suzanne Pleshette alakítja. A Walt Disney Productions által gyártott film Gladys Bronwyn Stern 1938-as regénye alapján készült.
Egy gyermektelen házaspár egy dán doggal és négy tacskóval él együtt. Utóbbiak nagy felfordulást tudnak okozni, de mindig a dán dog a bűnbak.

## Cselekmény
Fran Garrison és férje, Mark fiatal, boldog, gyermektelen házaspár, és egy díjnyertes tacskó, Danke büszke tulajdonosai. A film azzal kezdődik, hogy kétségbeesetten beszállnak a kocsiba, és a kórház felé veszik az irányt, mivel „a fájdalom elkezdődött, és itt az ideje”. A kórházba sietve Carmody motoros rendőr megpróbálja megállítani őket, mert 25 km/órás zónában 50-nel mentek. Miután közlik vele, hogy a kórházba tartanak, és jelzik, hogy a vajúdás elkezdődött, Carmody rendőr eléjük húzódik, bekapcsolja a szirénát, és a megyei kórházig kíséri őket.
Miután megérkezik a kórházhoz, megállapítja, hogy Mr. és Mrs. Garrison elszáguldottak mellette, ezért visszaszáll a motorjára, és követi őket az állatorvoshoz. Ekkor derül ki, hogy Danke az, aki vajúdik, a házaspár tacskója.
Miközben Mark odakint vár Franra, Carmody rendőr is odaér. Mark megköszöni neki, hogy segített nekik időben az állatorvoshoz érni, Carmody rendőr pedig azt mondja, abban a hitben volt, hogy Mrs. Garrison az, aki vajúdik, és többszörös közlekedési szabálysértési bírságot ír ki, összesen 110 dollár értékben. Amikor Mr. Garrison megérkezik az állatorvoshoz, hogy elhozza Danke-t és három nőstény kölykét (Wilhelmina, Heidi és Chloe), Dr. Pruitt állatorvos megemlíti, hogy az ő nőstény dán dogja, Duchess szintén szült, de ellökte az egyik hím kölykét, mert nem volt elég teje neki.
Dr. Pruitt meggyőzi Markot, hogy hozza haza a dán dog kölyköt, mert Danke-nak túl sok teje van, és ez megmentheti a kölyökkutya életét. Amikor hazaérkezik, és Fran észreveszi, hogy van egy másik kiskutya is, meglepődik, de nem sejti, hogy a kölyök egy másik alomból származik, és emlékezteti Markot, hogy köszönje meg Danke-nak, hogy olyan fiút adott neki, amilyet mindig is akart. Végül Mark elmondja Frannek az igazságot a kiskutyáról, és Brutusnak nevezi el. 
Ahogy Fran tacskókutyakölykeivel együtt nő fel, Brutus úgy véli, hogy ő is közülük való, és tacskókra jellemző viselkedésformákat vesz fel, például, hogy járás közben szorosan a földhöz lapul. 
A tacskók pajkos teremtmények, és a gyanútlan Brutust komikus kalandokba vezetik:  Mark műtermét és képeit festékkel fröcskölik össze, egy másik alkalommal a szobában legombolyítják Fran színes fonalait, aminek áldozatul esnek a törékeny tárgyak - mindkét esetben Brutus a bűnbak, mert csak ő marad a helyszínen, a tacskók addigra visszavonulnak.
Carmody őrmester megemlíti Marknak, hogy betörők garázdálkodnak a környéken, Mark pedig továbbadja az információt Brutusnak. Amikor egy alkalommal este Carmody őrmester a rablókat keresve a házuk kertjében lopakodik, Brutus úgy véli, rablóról lehet szó, és Carmody őrmestert egy fára kergeti, ahonnan csak másnap reggel engedi le, amikor Mark felébred és visszarendeli a kutyát.
Brutus egy kerti partit is felforgat, amit az indít be, hogy az egyik tacskó ellopja Brutus elől a csontot, és Brutus szeretné visszaszerezni a jogos tulajdonát, ezért árkon-bokron keresztül üldözi a tacskót.
Fran a Brutusnak felróható károk miatt (amiket tételesen felsorol) azt akarja, hogy Mark egyszer s mindenkorra távolítsa el Brutust a házból, de amikor Brutus megmenti kedvenc kiskutyáját, Chloét, amikor az a szemeteskukába kerül és a kukásautó elszállította volna a szeméttelepre (ahonnan valószínűleg soha nem került volna elő), Fran meggondolja magát. 
Mark és Fran egymástól függetlenül benevezik kutyáikat egy kutyakiállításra, ahol Brutus találkozik fajtársaival. Észrevesz egy nőstény harlekin dán dogot, és „vigyázzba áll”, azaz felveszi azt a pózt, amit a bírák várnak tőle. Két kék szalagot nyer. Brutus végre megtudja, milyen érzés dán dognak lenni, különösen azt, hogy a tacskók tisztelik őt.

## Szereplők
- Dean Jones – Mark Garrison, festő
- Suzanne Pleshette – Fran Garrison, Mark felesége
- Charles Ruggles – Doktor Pruitt, állatorvos
- Kelly Thordsen – Carmody motoros rendőr (később autós járőr)
- Parley Baer – Mel Chadwick
- Robert Kino – Mr. Toyama, ellátásszervező
- Mako – Kenji, Mr. Toyama segédje
- Charles Lane – bíró
- Gil Lamb – tejesember
- Dick Wessel – Eddie, a kukásember (szinkronizálta Paul Frees)

## Fordítás
- Ez a szócikk részben vagy egészben  a   The Ugly Dachshund című angol Wikipédia-szócikk fordításán alapul.  Az eredeti cikk szerkesztőit annak laptörténete sorolja fel. Ez a jelzés csupán a megfogalmazás eredetét és a szerzői jogokat jelzi, nem szolgál a cikkben szereplő információk forrásmegjelöléseként.